# Dada Life
I Dada Life sono un duo svedese di dj electro house composto da Olle Corneer e Stefan Engblom. Nel 2010 i Dada Life hanno occupato la posizione numero 89 sulla rivista DJ Magazine. Nel corso dell'anno successivo la popolarità dei Dada Life è aumentata, così da occupare la posizione numero 38 su DJ Mag Top 100 nel 2011 e ad arrivare alla posizione numero 24 nel 2012. Le tracce che hanno avuto maggior successo sono state "Kick Out The Epic Motherf**ker", "Unleash the F*cking Dada", "White Noise / Red Meat" "Feed The Dada" , e i loro remix di "Kaskade feat. Haley - Dynasty" e "Big Bad Wolf - Duck Sauce". Dada Life partecipano spesso ai due maggiori festival di musica elettronica del Nord America, l'Electric Daisy Carnival e l'Ultra Music Festival.

## Show dal vivo
I Dada Life sono stati il gruppo di apertura dei tour di Dj Tiësto negli anni 2009-2010.

## Album

### 2009
- Just Do the Dada

### 2010
- Just Do the Dada (Extended and Remixes)

### 2012
- The Rules of Dada

### 2013
- The Rules Of Dada (Remixes)
- Born To Rage

## Singoli
2006
- Big Time

2007
- The Great Fashionista Swindle
- This Machine Kills Breakfasts
- We Meow, You Roar

2008
- Sweeter Than Fever
- Your Favourite Flu
- Fun Fun Fun
- The Great Smorgasbord
- Cash In Drop Out

2009
- Happy Hands & Happy Feet
- Sweet Little Bleepteen
- Let's Get Bleeped Tonight
- Smile You're On Dada
- Love Vibrations

2010
- Just Bleep Me (Satisfaction)
- Cookies With a Smile
- Tomorrowland Anthem / Give In To The Night
- Unleash the F***ing Dada

2011
- White Noise / Red Meat
- Fight Club Is Closed (It's Time For Rock'n'Roll)
- Happy Violence
- Kick Out the Epic Motherf**ker

2012
- Rolling Stone T-Shirt
- Boing Clash Boom
- Feed The Dada

2013
- So Young So High
- Higher State Of Dada Land
- Born To Rage
- This Machine Kills Ravers

2014
- One Smile
- Freaks have more fun

2020
- This Time (Never Be Alone Again)

## Remixes
2007
- Tonite Only - Where The Party's At (Dada Life Remix)

2009
- Alex Gopher - "Handguns (Dada Life Remix)"
- Dimitri Vegas & Like Mike - "Under The Water (Dada Life Remix)"
- Moonbootica - "The Ease (Dada Life Remix)"
- Moonflower & Abs - "Feel Free (Dada Life Remix)"
- Super Viral Brothers - "Hot Chocolate (Dada Life Remix)"
- Albin Myers - "Times Like These (Dada Life Remix)"

2010
- MVSEVM - "French Jeans (Dada Life Remix)"
- Young Rebels & Francesco Diaz - Damascus (Dada Life Remix)
- Erik Hassle - "Hurtful (Dada Life Remix)"
- Gravitonas - "Kites (Dada Life Remix)"
- Tim Berg - "Alcoholic (Dada Life Remix)"
- Kaskade - "Dynasty (Dada Life Remix)"
- Dan Black feat. Kid Cudi - "Symphonies (Dada Life Remix)"
- Chickenfoot - "Oh Yeah (Dada Life Remix)"
- Kylie Minogue - "All The Lovers (Dada Life Remix)"
- Gravitonas - "Religious (Dada Life Remix)"
- Martin Solveig feat. Dragonette - "Hello (Dada Life Remix)"
- Bart Claessen - "Catch Me (Dada Life Remix)"
- Malente - "Music Forever (Dada Life Remix)"
- Boy 8-Bit - "Suspense Is Killing Me (Dada Life Guerilla Fart #5)"
- Staygold - "Video Kick Snare (Dada Life Remix)"
- Designer Drugs - "Through the Prism (Dada Life Remix)"

2011
- Lady Gaga - "Born This Way (Dada Life Remix)"
- Hardwell - "Encoded (Dada Life Remix)"
- Mustard Pimp - "ZHM (Dada Life Remix)"
- Afrojack & R3hab - "Prutataaa (Dada Life Remix)"
- David Guetta & Taio Cruz - "Little Bad Girl (Dada Life Remix)"
- Duck Sauce - "Big Bad Wolf (Dada Life Remix)"
- Chuckie - "Who Is Ready To Jump (Dada Life Remix)"
- November fall- Deejay Smiley (Dada Life included)

2012
- Afrojack & R3hab - "Prutataaa (Dada Life Remix)"
- Mylo - "Drop The Pressure (Dada Life Guerilla Fart #14)"
- Madonna - "Girl Gone Wild (Dada Life Remix)"
- Kaskade - "Llove (Dada Life Remix)"
- Justin Bieber - "Boyfriend (Dada Life Remix)"

2013
- Bingo Players -"Out Of My Mind (Dada Life Remix)"
- Marina and the Diamonds - "How To Be A Heartbreaker (Dada Life Remix)"
- Major Lazer - "Bubble Butt (Dada Life Remix)"